# 개천예술제

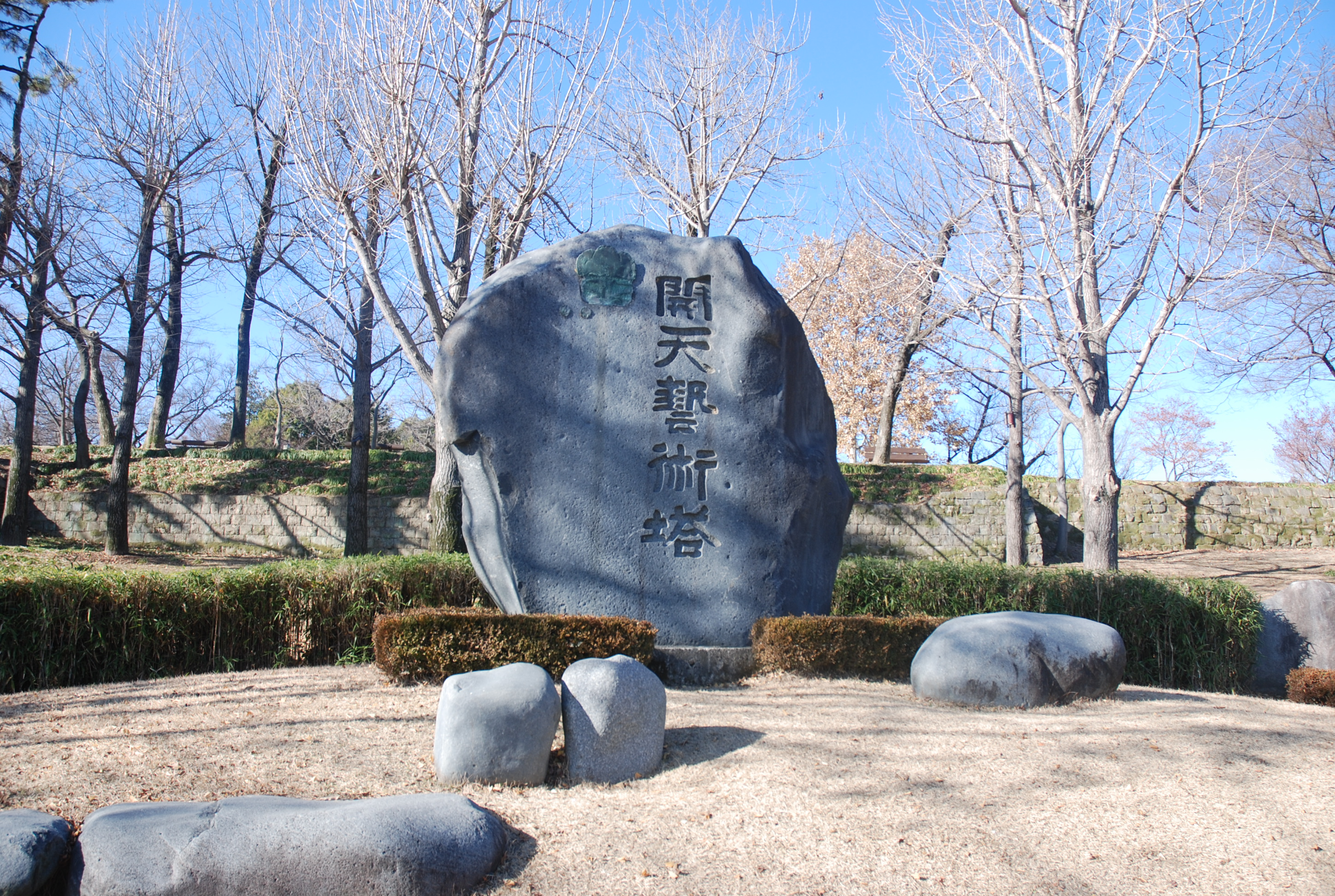
개천예술탑(진주성)

개천예술제(開天藝術祭, The Gaecheon Art Festival)는 경상남도 진주시에서  매년 10월에 개최하는 지역문화 축제이다. 1949년 정부수립을 기념하기 위해 개천절에 시작되어, 2024 현재까지 제 73회 축제를 개최하였다.

## 개요

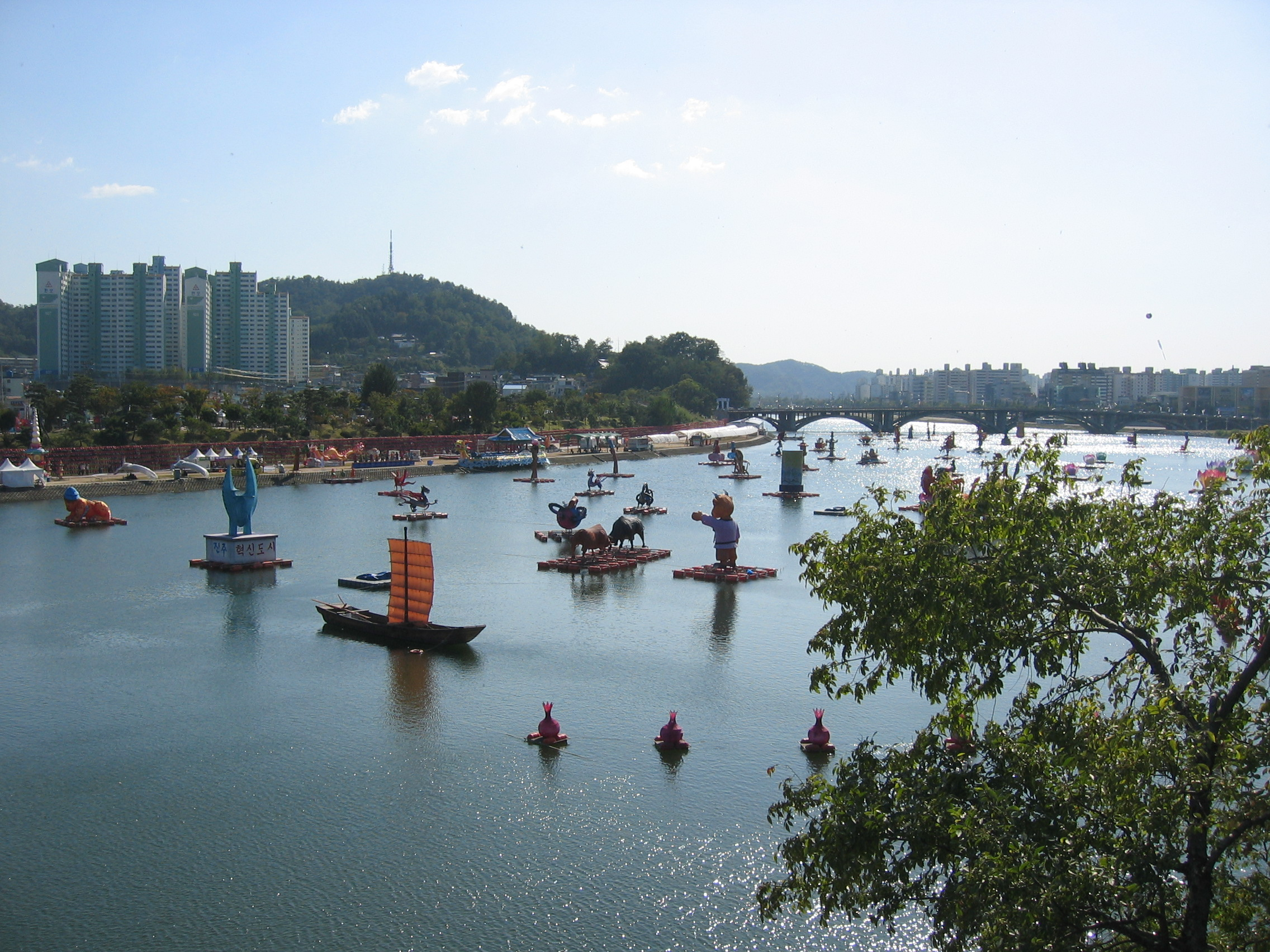
남강에 떠있는 유등선들

개천예술제는 1949년 10월 3일에 정부수립과 자주독립 1주년을 기리고, 예술문화의 발전을 위해서 예총 진주지부에 의해 제1회 영남예술제로 시작되었다. 2018년 현재 제 68회 예술제를 개최하였고, 지역 축제 중 가장 오래된 역사를 자랑하고 있다. 문화관광부·교육부·예총본부·경상남도·진주시·경남일보사 등 전국 중요기관과 각 대학이 후원하고 있다.
1949년에 제1회 축제 개최 후, 1950년 한국전쟁과 1979년 10.26 사태를 제외하고는 매년 개최되었다. 2009년에는 신종플루로 인해 사람들이 많이 모이는 행사가 취소되었으며, 대폭 축소하여 제59회 개천예술제 행사를 진행했다.
1959년에는 영남예술제에서 개천예술제로 그 명칭을 바꿔 개최되었으며, 1964년부터 1968년까지는 국가원수가 개제식에 참석하는 최초의 예술제였다. 25회째인 1974년에는 순수예술의 대중화라는 주제설정으로 새로운 변화를 꾀하였으며 33회째인 1983년에는 경상남도 종합예술제로 지정되어 오늘날까지 이어져 오고 있다.
49회 째인 1999년부터는 개천예술제를 세계적인 문화상품으로 만들기 위한 기획실을 상설 운영하여 행사의 전반적인 개혁과 변화를 추구하고 있다.
1980년까지는 예총 진주지부에서 주최를 해오다, 1981년부터는 개천예술재단이, 2000년부터는 진주문화예술재단이 주최를 해왔다.
45회 째인 1995년까지는 음력 개천절에 행사가 진행되다가 46회인 1996년부터 양력 개천절로 행사일정이 바뀌었다. 즉 예전에는 개천예술제가 10월 말에서 11월 초에 개최되었다.

## 주요 행사

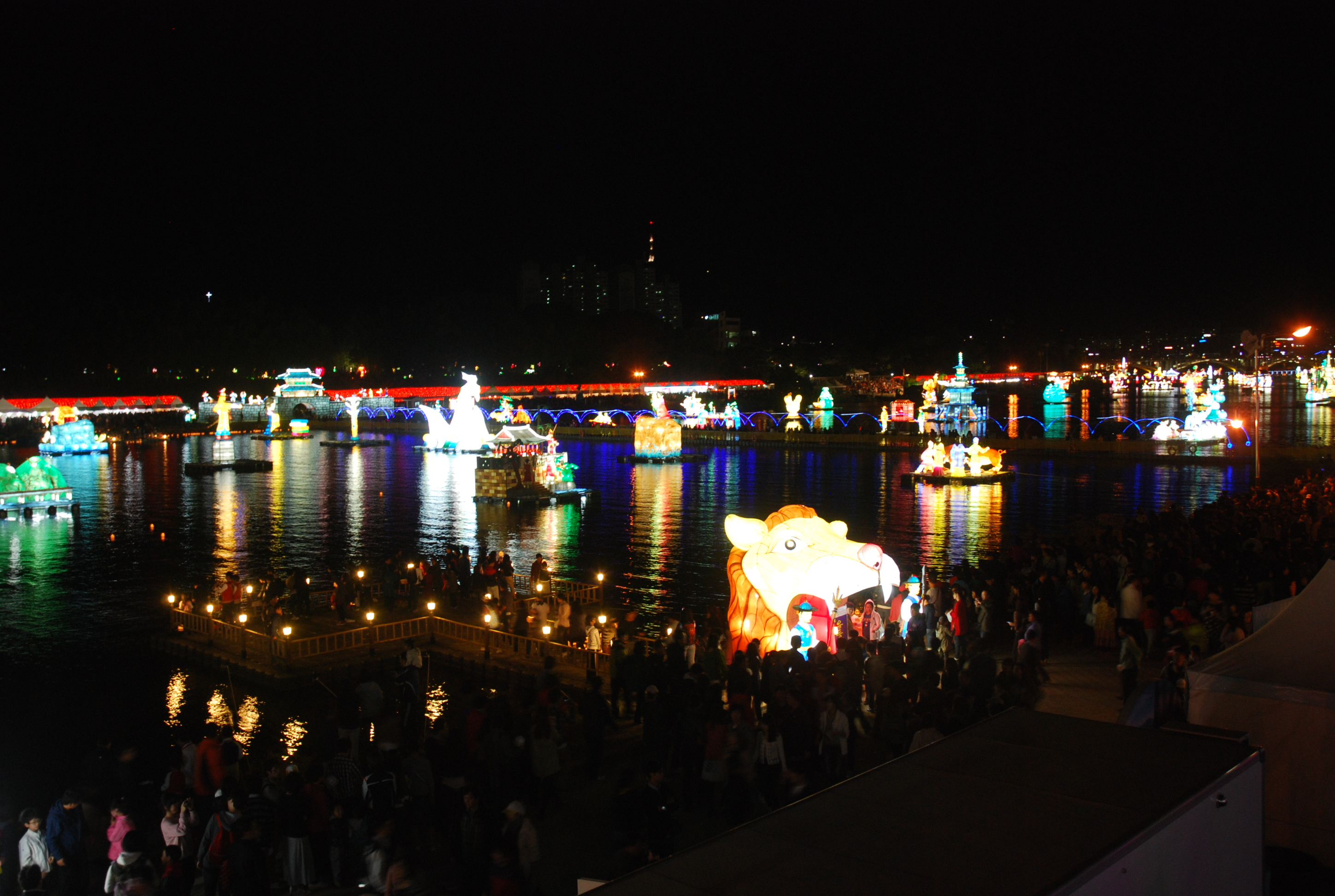
진주남강유등축제

개천절을 전후한 6일 동안 진주시 일원에 걸쳐 개최되며, 문학·미술·음악·연극·국악·무용·사진·웅변 등 여러 부문에 걸쳐 성대히 펼쳐진다. 구체적인 행사로는 강연회·백일장·실기대회·경연대회·초대전·공모전 등이 개최되고 특히 임진왜란과 순국 3장사 및 논개의 애국심 추모, 개국·개천사상의 앙양을 내용으로 한 가장행렬의 경연이 이채롭다. 이 밖에 남강(南江) 위에서의 유등과 꽃불대회, 축등행렬, 궁술대회, 가두축제 등과 체육대회, 진주특산품 전시회 등이 베풀어진다.
- 진주전국민속투우대회
- 전국 연날리기 대회
- 진주오광대 정기공연
- 진주삼천포농악
- 진주 실크 패션쇼
- 전국 사진촬영대회
- 진주남강유등축제

개천예술제 중에서 가장 널리 알려진 축제로, 문화체육관광부 지정 3년 연속 최우수 축제로 선정되었다.
수상으로는 최고상에 개천예술상, 특별상에 대통령상·문화관광부장관상·교육부장관상·예총회장상·각 대학총장상, 격려상에 서울특별시장상 외에 전국 각 기관장상이 있으며, 이 밖에 가작상이 각 부별 심사위원 추천으로 수여된다.

## 같이 보기
- 진주남강유등축제